# Calymmodon ohaensis
Calymmodon ohaensis är en stensöteväxtart som beskrevs av Barbara S. Parris. Calymmodon ohaensis ingår i släktet Calymmodon och familjen Polypodiaceae. Inga underarter finns listade.